# Leonor Silveira
Leonor Silveira ComM (Lisboa, 28 de outubro de 1970) é uma actriz portuguesa, condecorada pelos governos de Portugal e França.

## Biografia
Estudou no Lycée Français Charles Lepierre e licenciou-se em Relações Internacionais, na Universidade Lusíada de Lisboa (1995).
Tornou-se actriz pela mão de Manoel de Oliveira, convertendo-se num verdadeiro ícone na cinematografia do mestre. Estreou-se ao lado de Luís Miguel Cintra em Os Canibais (1988), após o que participou, sucessivamente, em A Divina Comédia (1991), Viagem ao Princípio do Mundo (1997), Party (1996), O Convento (1995), Inquietude (1998), A Carta (1999), Palavra e Utopia (2000), O Princípio da Incerteza (2001) ou Um Filme Falado (2003). Serão, porventura, Vale Abraão (1993), adaptação feita por Agustina Bessa-Luís, do romance Madame Bovary de Flaubert, e Espelho Mágico (2006), a partir de A Alma dos Ricos, também de Agustina, as suas interpretações mais significativas.
Participou ainda em filmes de João Botelho, Joaquim Pinto, Luís Galvão Teles, Vicente Jorge Silva, Carlos Conceição e João Nicolau. 
Desempenhou funções de assessoria no Ministério da Cultura, quando este era dirigido por Manuel Maria Carrilho (1997-2000) e, posteriormente, foi nomeada Vice-Presidente do ICA - Instituto do Cinema e Audiovisual  (ao qual pertence desde 2000), de 2005 a 2012, ano em que foi renomeado Instituto do Cinema e Audiovisual e em que foi nomeada subdirectora, tendo sido reconduzida em 2012.
Integrou ainda o júri de vários festivais de cinema, como o Festival Internacional de Curtas-Metragens de Vila do Conde (1997), o Festival Internacional de Cinema de São Paulo (São Paulo, Brasil) (2000), o Festival Internacional de Cinema de Marraquexe (2003), o Festival de Cinema de Cannes (2009) e o Festival de Cinema de San Sebastián (2010)

## Condecorações e Prémios
- 1995 - Homenageada por Mérito Artístico, pelo Presidente do Governo Regional da Madeira, Alberto João Jardim [2]
- 1997 - Recebeu do então Presidente da República Portuguesa, Jorge Sampaio, a Ordem do Mérito, Grau Comendadora [3]
- 2009 - Foi nomeada Membro Correspondente da Academia de Belas-Artes de Paris [4]
- 2011 - Condecorada como Dama da Ordem das Artes e das Letras pelo governo francês [5][6]
- 2015 - Foi distinguida pela Academia Portuguesa de Cinema com o Prémio Bárbara Virgínia [1]

## Filmografia

### Cinema
Fez parte do elenco dos filmes: 
- 1988: Os Canibais, de Manoel de Oliveira
- 1990: Non, ou a Vã Glória de Mandar, de Manoel de Oliveira
- 1991: A Divina Comédia, de Manoel de Oliveira
- 1992: No Dia dos Meus Anos, de João Botelho
- 1992: Das Tripas Coração, de Joaquim Pinto
- 1992: Retrato de Família, de Luís Galvão Teles
- 1993: Vale Abraão, de Manoel de Oliveira
- 1994: Três Palmeiras, de João Botelho
- 1995: O Convento, de Manoel de Oliveira
- 1996: Party, de Manoel de Oliveira
- 1997: Viagem ao Princípio do Mundo, de Manoel de Oliveira
- 1997: Porto Santo, de Vicente Jorge Silva
- 1998: Inquietude, de Manoel de Oliveira
- 1999: A Carta, de Manoel de Oliveira
- 2000: Palavra e Utopia, de Manoel de Oliveira
- 2001: Vou para Casa, de Manoel de Oliveira
- 2001: Porto da Minha Infância, de Manoel de Oliveira
- 2002: O Princípio da Incerteza, de Manoel de Oliveira
- 2003: Um Filme Falado, de Manoel de Oliveira
- 2005: Espelho Mágico, de Manoel de Oliveira
- 2007: Cristóvão Colombo – O Enigma, de Manoel de Oliveira
- 2008: A Verdade Inventada, de Iana Viana e João Viana (curta-metragem)
- 2009: Singularidades de uma Rapariga Loura, de Manoel de Oliveira
- 2010: O Estranho Caso de Angélica, de Manoel de Oliveira
- 2012: O Gebo e a Sombra, de Manoel de Oliveira
- 2014: O Pesadelo de João, de Francisco Botelho (curta-metragem)
- 2015: John From, de João Nicolau
- 2018: Raiva, de Sérgio Tréfaut
- 2018: Todos os Mortos, de Marcus Dutra e Caetano Goutardo
- 2020: Um Fio de Baba Escarlate, de Carlos Conceição
- 2023: Mal Viver / Viver Mal, de João Canijo

### Televisão
- 2016: Terapia, interpretou a personagem Catarina Magalhães, RTP [9]
- 2018: Sara, de Marco Martins [10]
- 2018: Teorias da Conspiração, de Manuel Pureza [11]
- 2021: Glória, de Pedro Lopes